# 1226 Golia
Golia (asteroide 1226) é um asteróide da cintura principal com um diâmetro de 16,39 quilómetros, a 2,28564371 UA. Possui uma excentricidade de 0,11451933 e um período orbital de 1 514,75 dias (4,15 anos).
Golia tem uma velocidade orbital média de 18,53864639 km/s e uma inclinação de 9,8540529º.
Esse asteroide foi descoberto em 22 de Abril de 1930 por Hendrik van Gent.